# Сан Чипријано (Болцано)
Сан Чипријано је насеље у Италији у округу Болцано, региону Трентино-Јужни Тирол.
Према процени из 2011. у насељу је живело 96 становника. Насеље се налази на надморској висини од 1081 м.